# 谢履
谢履（?—?），字履道，菱溪谢庄岭(今福建省泉州市泉港区涂岭镇谢庄岭)人。
谢履为唐朝侍御史谢逊的后裔。北宋嘉祐二年(1057年)，谢履中进士。曾任南安县主簿、清溪县(现安溪县)县令。熙宁年间(1068～1077年)，任都水监。元丰二年(1079年)十二月，知兴化军州事。元丰五年(1082年)十二月，任承议郎。元祐五年(1090年)十月，再知兴化军。同年十一月，因母逝守丧。后历任浙江婺州府知府。
谢履有著作《双峰诗集》。